# 张村镇 (商洛市)
张村镇是中国陕西省商洛市商州区下辖的一个镇。

## 行政区划
张村镇下辖以下行政区：
杜沟村、张村、南沟村、柿园子村、麻岭子村、董家涧村、王山底村、任家后村、洛旗河村、长川村、团结村、友爱村、李河村、钟锋村